# Phong trào khôi phục chế độ Việt Nam Cộng hòa
Phong trào khôi phục chế độ Việt Nam Cộng hòa là một trong các phong trào chống cộng có tổ chức của nhiều người Việt tại hải ngoại thuộc thành phần những người ủng hộ một Việt Nam không còn chủ nghĩa cộng sản, hay còn gọi là Phục Quốc, có mục tiêu khôi phục lại chính thể Việt Nam Cộng hoà (từng tồn tại ở miền Nam Việt Nam từ 1955 đến 1975) và xoá bỏ hoàn toàn chủ nghĩa cộng sản ở Việt Nam.

## Hoàn cảnh ra đời
Chính thể Việt Nam Cộng hòa chính thức bị sụp đổ vào ngày 30 tháng 4 năm 1975, hai miền sau đó tái thống nhất thành Cộng hoà Xã hội chủ nghĩa Việt Nam sau thời kỳ chia cắt thành 2 miền từ năm 1954 đến năm 1976. Tuy nhiên, phía Quân đội Nhân dân Việt Nam của Chính phủ Việt Nam Dân Chủ Cộng hòa đã được những người bên phía Quốc gia Việt Nam Cộng hòa cho là đã vi phạm hiệp định và đưa quân xâm chiếm Việt Nam Cộng hòa dẫn đến sự cáo chung của chế độ này. Sau hàng chục năm, những người Việt Nam sống ở chế độ Việt Nam Cộng hoà ngày xưa gồm có những nhân vật chủ chốt là giáo sư Nguyễn Ngọc Bích và nhạc sĩ Hồ Văn Sinh cùng nhiều nhân vật chủ chốt khác đã chính thức khởi động phong trào mang tên "Việt Nam Cộng hòa foundation".
Phong trào vận động khôi phục chế độ Việt Nam Cộng hòa chính thức được tổ chức một cách chính thức lần đầu tiên vào ngày 22 tháng 11 năm 2015, phong trào nhận được sự ủng hộ của nhiều người Việt hải ngoại.

## Lãnh đạo qua các thời kỳ
- Nguyễn Ngọc Bích: 2012–2016
- Hồ Văn Sinh: 2016–nay[3]

## Nội dung
Phong trào đã đưa ra những nội dung thể hiện quan điểm của họ:
1. Không những có thể giải quyết những tranh chấp xung đột căng thẳng hiện nay tại Biển Đông mà Việt Nam Cộng hoà còn có thể thu hồi lại Hoàng Sa và Trường Sa do Trung Quốc chiếm đóng.
2. Không những Việt Nam Cộng hoà có thể thu hồi lại Hoàng Sa, Trường Sa mà VNCH còn có thể thu hồi lại lãnh thổ của VNCH cũng đã và đang bị Việt Cộng xâm lăng cưỡng chiếm bất chấp công pháp quốc tế trong thời điểm 30-4-1975.
3. Chúng ta không cần phải phát động chiến tranh, hy sinh xương máu. Không cần phải tổ chức cách mạng để lật đổ bạo quyền Việt Cộng, VNCH sẽ trở lại bằng Công Pháp Quốc tế. Đó là kết quả của một cuộc Hội nghị Quốc tế về Việt Nam do Liên Hợp Quốc triệu tập để xét lại các điều khoản đã thi hành trong Hiệp Định Paris ngày 27 tháng 1 năm 1973 cũng như xét lại bản Định Ước Quốc tế về Việt Nam mà 12 nước thành viên đã ký kết và cam kết ngày 3 tháng 2 năm 1973 dưới sự chứng kiến của ông Tổng Thư ký Liên Hợp Quốc.

## Luận điểm chính trị chính yếu
- Dùng đấu tranh bất bạo động, và nhờ vào can thiệp quốc tế để tái lập Việt Nam Cộng hòa.
- Miền Nam tách ra khỏi Việt Nam thống nhất hoặc lật đổ chế độ cộng sản trên toàn Việt Nam, và lập lại chủ quyền Việt Nam Cộng hòa.
- Chống chủ nghĩa cộng sản.

## Các quan điểm về phong trào

### Quan điểm phản đối
Chính phủ Việt Nam hiện hành có quan điểm chính trị không chấp nhận chế độ này:
Về cơ sở pháp lý
Sự thật của lịch sử đã ghi nhận: Chiều ngày 30-08-1945, tại cửa Ngọ Môn kinh thành Huế, Bảo Đại đã mặc triều phục, long trọng đọc chiếu thoái vị trao chính quyền cho chính phủ Việt Nam Dân chủ Cộng hòa.

Có thể nói, ngay từ đầu, chính thể quốc gia"Việt Nam Cộng hòa" này vốn đã không hề có một chút cơ sở pháp lý vững vàng nào. Mãi tới tận năm 1955 nó mới ra đời và ra đời một cách bất hợp pháp trên nửa lãnh thổ phía nam của Việt Nam như một "sáng tạo" thuần túy của người Mỹ nhằm theo đuổi các mục tiêu phản ánh lợi ích riêng của họ. Trong khi đó Việt Nam Dân chủ Cộng hòa được thành lập một cách chính danh trên toàn lãnh thổ Việt Nam vào năm 1945 sau cuộc Cách mạng tháng Tám của 20 triệu người dân Việt Nam trước khi bất kỳ một lực lượng quân Đồng minh nào vào giải giáp quân Nhật.

—Cựu phó tổng thống Việt Nam cộng hòa Nguyễn Cao Kỳ trong một cuộc phỏng vấn đã từng nói

### Quan điểm ủng hộ
Mặc dù Bảo Đại đã thoái vị ngôi vua nhà Nguyễn vào ngày 30-8-1945 để rồi phải trao chính quyền cho Mặt trận Việt Minh và chấp nhận làm cố vấn cho chủ tịch Hồ Chí Minh, tuy nhiên không được bao lâu thì vua Bảo Đại ngừng hợp tác với Việt Nam Dân chủ Cộng hòa. Trong một lần đi công tác cùng phái đoàn Việt Nam Dân Chủ Cộng Hòa sang thăm Trung Quốc thì ông đã bỏ trốn và đi sang Hồng Kông. Sau khi gặp gỡ một số chính khách và dưới sự giúp đỡ của Pháp, ông thành lập Chính phủ Quốc gia Việt Nam do ông đứng đầu vì ông cảm thấy Hồ Chí Minh và chính quyền Việt Nam Dân chủ Cộng hòa đang lại ngày càng có ý định củng cố quyền lực chính trị của Đảng Cộng sản Việt Nam và thực hiện ý thức hệ cộng sản chủ nghĩa ở Việt Nam. Ngoài ra, nó còn được thành lập để Pháp có thể quay trở lại Đông Dương. Tuy nhiên sau đó ít lâu việc tham chính của Quốc trưởng Bảo Đại thất bại trước sự cạnh tranh gay gắt của Chính phủ mà Tổng thống Ngô Đình Diệm đã thành lập ra.
Chính phủ Quốc gia Việt Nam của Bảo Đại (tiền thân của Việt Nam Cộng hòa về sau) tuy được thành lập vào năm 1949 nhưng chỉ có 1 năm sau đó (1950) thì Chính phủ Quốc gia Việt Nam đã được 35 quốc gia độc lập có chủ quyền trên thế giới công nhận, Hoa Kỳ trước đó đã kí riêng hiệp định thương mại với Chính phủ Quốc gia Việt Nam của vua Bảo Đại, còn Chính phủ Việt Nam Dân chủ Cộng hòa của Hồ Chí Minh tuy được thành lập năm 1945 nhưng phải tới 5 năm sau (1950) thì Hồ Chí Minh chỉ mới được 2 đồng minh cộng sản và quốc gia độc lập trên thế giới công nhận là Liên Xô và Cộng hòa Nhân dân Trung Hoa.